# Asplenium demerkense
Asplenium demerkense är en svartbräkenväxtart som beskrevs av Georg Hans Emmo Wolfgang Hieronymus. Asplenium demerkense ingår i släktet Asplenium och familjen Aspleniaceae. Inga underarter finns listade.